# Frontone

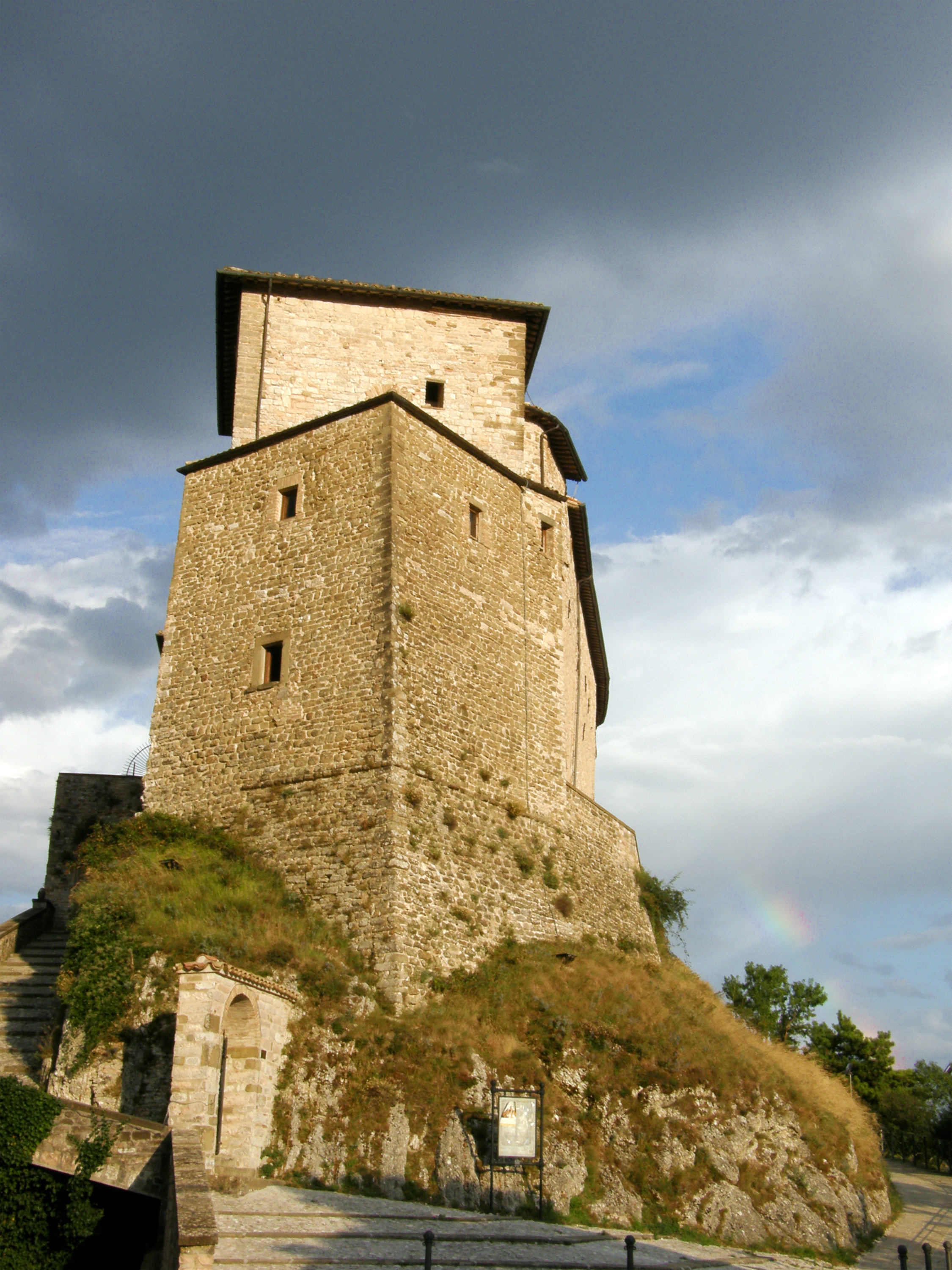
Burg von Frontone

Frontone ist eine italienische Gemeinde (comune) mit 1216 Einwohnern (Stand 31. Dezember 2023) in der Provinz Pesaro und Urbino in den Marken. Die Gemeinde liegt etwa 46 Kilometer südsüdwestlich von Pesaro und etwa 25 Kilometer südsüdöstlich von Urbino, gehört zur Comunità montana del Catria e Cesano und grenzt unmittelbar an die Provinz Perugia (Umbrien).

## Verkehr
Durch die Gemeinde führt die frühere Strada Statale 424 della Val Cesano (heute eine Provinzstraße) von Marotta nach Cagli.